# Le Témoin à abattre
Pour plus de détails, voir Fiche technique et Distribution.
Le Témoin à abattre (titre original : La polizia incrimina la legge assolve) est un film italien réalisé par Enzo G. Castellari, sorti en 1973.

## Synopsis
Des trafiquants de drogue prospèrent dans  la ville de Gênes, grâce à la corruption d'une partie de ses notables, et au prix de rivalités sanglantes. Le commissaire Belli (Franco Nero) enrage de ne pouvoir arrêter et faire punir les responsables . Ses vues divergent de celles de son supérieur, Scavino, qui attend des preuves supplémentaires pour étayer de façon définitive un dossier déjà très épais contre les principaux coupables et les plus haut-placés.
Belli finit par avoir raison des exigences de Scavino, qui culpabilise et décide d'apporter son dossier au Procureur.
Commence alors une affreuse descente aux enfers, sous l'impulsion d'un réseau mafieux qui ne recule devant rien pour garantir son impunité.

## Fiche technique
- Titre français : Le Témoin à abattre
- Titre original italien : La polizia incrimina, la legge assolve (litt. « La police accuse, la loi absout »)
- Titre espagnol : La policía detiene, la ley juzga ou Alto crimen: El gran asesinato
- Réalisation : Enzo G. Castellari
- Assistant-réalisateur : Giorgio Ubaldi
- Scénario : Tito Carpi, Gianfranco Clerichi, Enzo G. Castellari, Léonardo Martin d’après un sujet de Maurizio Amati.
- Photographie : Alessandro Ulloa
- Montage : Vincenzo Tomassi
- Musique : Guido et Maurizio De Angelis
- Direction artistique :  Emilio Ruiz del Río
- Décors : Walter Patriarca
- Costumes : Walter Patriarca
- Producteur : Edmondo Amati (en)
- Producteur exécutif : Maurizio Amati
- Société de production :  Capitolina Produzioni Cinematografiche, Star Films Country, Star Films S.A.
- Société de distribution :  Fida Cinematografica (Italie), Columbia-Warner Distributors (Royaume-Uni)
- Pays de production :  Italie |  Espagne
- Langue de tournage : italien
- Genre : Film dramatique, Film policier, Thriller, Poliziottesco
- Durée : 100 minutes.
- Dates de sortie : 
  - Italie : 12 août 1973
  - Espagne : 7 mars 1974
  - France : 8 juillet 1975

## Distribution
- Franco Nero (VF : Michel Le Royer) : le vice-commissaire Belli
- James Whitmore (VF : André Valmy) : le commissaire Aldo Scavino
- Delia Boccardo (VF : Brigitte Morisan) : Mirella
- Fernando Rey (VF : Jean-Henri Chambois) : Cafiero
- Duilio Del Prete  (VF : Francis Lax) : Umberto Griva
- Silvano Tranquilli  (VF : Roland Menard) : Franco Griva
- Ely Galleani  (VF : Béatrice Delfe) : Chicca
- Daniel Martín (VF : Jean-Pierre Dorat) : Rico
- Eduardo Biagetti (VF : Jacques Thébault) : Avocat Cammarano
- Luigi Diberti  (VF : Maurice Sarfati) : l'assistant de Belli
- Mario Erpichini  (VF : William Sabatier) : Rivalta
- Zoe Incrocci : la femme de Scavino
- Bruno Corazzari  (VF : Georges Atlas) : l'assassin de Scavino
- Massimo Vanni : le tueur
- Joaquín Solís : Tony, le serviteur de Cafiero
- Enzo G. Castellari  (VF : Serge Sauvion) : Journaliste
- Paolo Giusti  (VF : Michel Paulin) : « L'ami » de Chicca
- Mickey Knox (VF : Philippe Dumat) : l'envoyé TV à la réception
- Stefania G. Castellari (VF : Séverine Morisot) : Anita, la fille de Belli

## Bande originale de Guido & Maurizio de Angelis
- The Life Of A Policeman (avec la voix d’Enzo G.Castellari)
- The Life Of A Policeman
- Chicca
- To The Sea
- Gangster Story
- The Life Of A Policeman
- Il Libanese
- Assassino in fabbrica
- Festa a Genova
- Gangster Story
- The Life Of A Policeman
- La Storia Comincia
- Rock Al Porto
- La Figlia di Belli
- Gangster Story
- The Life Of A Policeman
- Il Libanese
- Casa di Moda
- Gangster Story
- The Life Of A Policeman